# Гробница породице Фердинанда Шпајзера
Гробница породице Фердинанда Шпајзера се налази на новом гробљу у Апатину и представља непокретно културно добро као споменик културе.
Маузолеј чувене велепоседничке породице Шпајзер који је грађен почетком 30-их година 20. века, заузима централну позицију на гробљу. Овај монументални споменик, грађен је од црног мермера у комбинацији са бронзаним елементима. На предњем делу маузолеја, степенасте профилације налазе се две квадратне плоче од бронзе са великим медаљонима, рализованим у техници рељефа, на којима су представљени профилни портрети Фердинанда Шпајзера и његове супруге које су симетрично постављени, и окренути су једно ка другом.
Горњи део маузолеја чини бронзана композиција, која представља сцену Пиета. Наиме, испод великог крста седећа Богородица држи у крилу беживотно Христово тело, док су изнад њих укомпоноване још три фигуре. Прва женска фигура реализована је пози молитве са склопљеним рукама, непосредно изнад ње је друга фигура која са обе руке држи трнов венац којим је био окруњен Исус Христ, приликом мучења и преставља симбол његових патњи, док се на највишој позицији налази анђео са цвећем у рукама. Око крста је такође обавијена драперија. Са задње стране маузолеја постављена су масивна, гвоздена декоративна врата, која затварају улаз у његову унутрашњост. 